# Васко Попа
Василе Попа (Гребенац, 29. јун 1922 — Београд, 5. јануар 1991) био је српски песник, преводилац и академик румунскога порекла. Уврштен је међу 100 најзнаменитијих Срба.

## Биографија
Рођен је 29. јуна 1922. у Гребенцу код Беле Цркве као Василе Попа. По етничком пореклу је био Румун. Основну школу и гимназију завршио је у Вршцу. После тога уписао је Филозофски факултет у Београду. Студије наставља у Букурешту и Бечу. За време Другог светског рата био је затворен у немачком концентрационом логору у Зрењанину (тада се Зрењанин звао Бечкерек). Након завршетка рата дипломирао је на романској групи Филозофског факултета у Београду, 1949. године.
Прве песме објављује у листовима „Књижевне новине“ и „Борба“. Његова прва збирка песама „Кора“ (1953) уз „87 песама“ Миодрага Павловића сматра се почетком српске послератне модерне поезије. Та књига је покренула расправе књижевне јавности и оставила велики утицај на млађе нараштаје песника. После Коре, Попа је објавио следеће збирке песама: „Непочин-поље“ (1956), „Споредно небо“ (1968), „Усправна земља“ (1972), „Вучја со“ (1975), „Кућа насред друма“ (1975), „Живо месо“ (1975), „Рез“ (1981) као и циклус песама „Мала кутија“ (1984), део будуће збирке „Гвоздени сад“ коју никад није довршио.
Од 1954. до 1979. године радио је као уредник у издавачкој кући Нолит у Београду. Слагањем усменог наслеђа, игара и загонетки, Попа је створио посебан песнички језик модерне српске поезије. Приредио је зборнике: Од злата јабука (Београд, 1958.), Урнебесник (Београд, 1960.), Поноћно сунце (Београд, 1962). У песничком зборнику „Од злата јабука“ (1958.) у новом светлу 
је приказан поетски свет народних умотворина; у зборнику „Урнебесник“ (1960.), поетски свет песничког хумора и у зборнику „Поноћно Сунце“ (1962.), поетски свет песничких сновиђења.
Васко Попа је један од најпревођенијих југословенских песника, а и сам је преводио са француског језика. У Вршцу, 29. маја 1972. године основао је Књижевну општину Вршац (КОВ) и покренуо необичну библиотеку на дописницама, названу „Слободно лишће“. Исте године изабран је за дописног члана Српске академије наука и уметности. Један је од оснивача Војвођанске академије наука и уметности (14. 12. 1979) у Новом Саду.
Умро је у Београду 5. јануара 1991. године и сахрањен у Алеји заслужних грађана на Новом гробљу у Београду. Био је ожењен Јованком Сингер Попа (1923—2000) званом „Хаша“, професорком Архитектонског факултета у Београду, родом из Вршца.

## Поезија
Васко Попа је учинио оштар заокрет у савременој српској поезији раних педесетих година. То се догодило 1953. године када се појавила Попина збирка песама Кора, песничка књига необичне синтаксе, садржине и форме. У литерарној атмосфери соцреалистичког певања и приповедања, који су били дириговани дневним потребама актуелне политике и идеологије, појава Коре деловала је као радосно песничко откровење, али још више као шок. Радовала је оне који су стремили модерном песничком изразу и његовом ослобађању од догми и рецепата; поразила је оне чији хоризонт очекивања ова књига није задовољила. Токови поезије, међутим, неумољиво су се кретали ка модерном изразу и једном заорана бразда није се могла затрпати и поништити. Поезија Васка Попе, најављена књигом Кора, стално је ишла узлазном линијом даље развијајући песнички програм из Коре. Тако је Попа постао не само претеча модерне српске поезије, него и водећа личност савремене српске поезије, која је обележила епоху и одредила правац даљег развоја поезије.
Попа има позитиван однос према традицији, која је могла да буде подстицајна и плодотворна. На првом месту ту је поезија Момчила Настасијевића која је својом језгровитошћу и гномичношћу са једне стране, и чврстом ослоњеношћу на језик роднога тла, на другој страни, могла да делује подстицајно. Други извор подстицаја било је надреалистичко искуство према коме је Попа био врло селективан: одбацио је надреалистичку бахатост израза и форме, али је прихватио сновиђења, ирационално и хумор. Трећи инспиративни извор је фолклор чије ће му "од злата јабуке" постати узори језика и мишљења, извори фолклорних и архетипских слика, фантастичног и гротексног сагледавања света, предметности и људске егзистенције.
Поезија Васка Попе изненађује предметностима, појавама и појмовима овога света који постају песничка тема и предмет певања. Тескобан и монотон урбани живот савременог човека предочен је у овој поезији посредством детаља које тај човек примећује као нешто што измиче једноличности и монотонији неком својом особеношћу. Ти ситни и на око неважни детаљи функционишу у овој поезији као симболи. Обичне ствари, предмети и појаве постају поетски мотиви који ће на симболичан начин предочити човекову ситуацију и његову егзистенцију. Отуда обиље апокалиптичких, космолошких и метафизичких визија, које ће ову поезију учинити филозофском и метафизичком.
Иновативност поезије Васка Попе највише је остварена на језичком плану. Језик је једноставан, колоквијалан, пун прозаизама и идиоматских израза. Израз је елиптичан, језгровит, афористичан и гномичан; његову поезију одликује "лексичко богатство и синтаксичка строгост". Давно је речено да речима треба да буде тесно а мислима пространо. Код Попе нема обиља речи али има богатства и свежине речи. Међутим, он тим пребогатим и изузетно свежим речима није допустио да се разбокоре и разбашкаре - стегнуте су синтаксичким редукцијама. Из тога проистиче значењска набреклост речи, богата мисаоност и социјативност. То је био нови квалитет који је ушао у нашу поезију. Још једна особеност ове поезије: иако је израз стегнут и елиптичан, он је врло музикалан.

## Круг књига
Појава Васка Попе у послератној српској поезији означава снажан преокрет у односу на поетско стваралаштво његових савременика. Песнички израз Васка Попе је наклоњен афоризму, пословици, елиптичан је и језгровит. Језик Васка Попе је сажет и лапидаран. Он пише кратке стихове без риме и интерпункције, који су блиски метрици српске народне поезије.
За живота је објавио осам књига поезије које су чиниле круг и носе своје знамење:
- „Кора“ - 1953.
- „Непочин-поље“ - 1956.
- „Споредно небо“ - 1968.
- „Усправна земља“ - 1972.
- „Вучја со“ - 1975.
- „Кућа насред друма“ - 1975.
- „Живо месо“ - 1975.
- „Рез“ - 1981.

После смрти Васка Попе у његовој заоставштини пронађена је недовршена књига песама „Гвоздени сад“, затим незавршена целина „Лепа варош В“, као и круг од пет песама под заједничким насловом „Луди Лала“. Из заоставштине потиче још и 19 песама, као и књига записа о уметности и уметницима „Калем“. Године 2002. у издању КОВ Вршац изашла је књига „Румунске и друге песме“ где су по први објављене неке песме из Попине заоставштине које је он још у младости писао.

## Награде и признања
Васко Попа један је од оснивача Војвођанске академије наука и уметности, основане 14. децембра 1979. године у Новом Саду. Први
је добитник „Бранкове награде“ за поезију, у част песника Бранка Радичевића. Године 1957. Попа је добио још једну награду за поезију, „Змајеву награду“ у част песника Јована Јовановића Змаја. Године 1965. добио је Аустријску државну награду за европску књижевност. Године 1976. примио је награду поезије „Бранка Миљковића“. Године 1978. следи награда АВНОЈ-а и 1983. године књижевну награду „Скендер Куленовић“.
Године 1995. град Вршац основао је награду поезије по имену „Васко Попа“. Сваке се године додељује за најбољу књигу поезије која се објављује на српском језику. Свечаност доделе награда одржава се на дан Попиног рођендана, 29. јуна.
Јавно предузеће Пошта Србије издало је 2022. поштанску марку са ликом Васка Попе. У новембру 2022. реализован је округли сто „Преводи поезије Васка Попе у светској књижевности” у САНУ и научни скуп у Матици српској у Новом Саду.

## Галерија
- Табла на Задужбини Драгољуба Маринковића
- Споменик Васку Попи у Вршцу.
- Васко Попа у друштву са Тањом Крагујевић и Миром Алечковић 1984. године
- Миодраг Павловић и Васко Попа испред цркве Санта Марија дела Салуте у Венецији.
- Васко Попа у Италији са Миодрагом Павловићем.